# 柾木玲弥
柾木 玲弥（まさき れいや、1995年3月24日 - ）は、日本の俳優。
北海道出身。CHARACTER所属。以前はフィットに所属していた。身長173cm。

## 略歴
2009年、「第22回ジュノン・スーパーボーイ・コンテスト」で審査員特別賞を受賞し、ヒラタオフィスに所属。
2011年5月28日に公式ブログを開設した。
特技はボイスパーカッション。
2019年1月1日、所属していたヒラタオフィスから独立。以降、フリーでの芸能活動を行い、2020年4月1日、フィットに所属。2024年7月1日、株式会社CHARACTERに所属。

## 出演

### テレビドラマ
- 世にも奇妙な物語（フジテレビ）
  - '12 秋の特別編「心霊アプリ」（2012年10月6日） - 粕谷洋祐 役
  - 25周年スペシャル・春 〜人気マンガ家競演編〜「地縛者」（2015年4月11日） - ミノル 役
- 土ドラ「高校入試」（2012年10月 - 12月、フジテレビ） - 田辺淳一 役
- プレミアムドラマ（NHK BSプレミアム）
  - ペコロス、母に会いに行く（2013年2月17日） - 真己 役
  - そこをなんとか2 最終話（2014年9月21日） - 馬場浩 役
- 水曜ドラマ「雲の階段」 第5話（2013年5月15日、日本テレビ） - ゲスト出演
- ドラマ24「みんな!エスパーだよ!」（2013年4月 - 6月、テレビ東京） - 矢部直也 役
  - みんな!エスパーだよ!番外編 〜エスパー、都へ行く〜（2015年4月3日） - 矢部直也 役
- プレミアムよるドラマ「お父さんは二度死ぬ」（2013年6月1日 - 22日、NHK BSプレミアム） - 大沢隆司 役
- 明日の光をつかめ -2013 夏-（2013年7月 - 8月、東海テレビ） - 植本浩樹 役
- 金曜プレステージ「山村美紗サスペンス 赤い霊柩車シリーズ33 卒都婆小町が死んだ」（2014年4月18日、フジテレビ） - 鷺村蘭之介 役
- 土曜ドラマ「ロング・グッドバイ」最終話（2014年5月17日、NHK総合） - 松井誠一（少年期）役
- オトナの!「eのスピリット」（2014年12月24日 - 2015年、TBS） - 本人 役
- 学校のカイダン（2015年1月10日 - 3月14日、日本テレビ） - 生徒会広報 轟治 役
- 特集ドラマLIVE! LOVE! SING! 生きて愛して歌うこと（2015年3月10日、NHK総合） - 佐藤勝 役
- デスノート （2015年7月 - 9月、日本テレビ） - 鴨田マサル 役
- 黒崎くんの言いなりになんてならない（2015年12月22日 - 23日、日本テレビ） - 中村大地 役
- 螻蛄 疫病神シリーズ 第2話・第5話（2016年2月19日、BSスカパー!） - 高坂マコト 役
- AKBラブナイト 恋工場 第7話「心中」（2016年5月11日、テレビ朝日） - 鈴木隆宏 役
- あの日の君に、（2016年8月18日、BSスカパー!） - 佑太 役 ※nowisee ショートムービー
- 男と女のミステリー時代劇 第11話「上州からの客人」（2016年9月6日、BSジャパン） - 美野吉 役
- 家政夫のミタゾノ 第1話（2016年10月21日、テレビ朝日） - 小津鮫直太朗 役
- 就活家族〜きっと、うまくいく〜 第1話（2017年1月12日、テレビ朝日） - 加藤誠 役
- ラブホの上野さん（2017年1月19日 - 4月5日、フジテレビ） - 一条昇 役 ※2016年12月1日よりフジテレビオンデマンドにて先行配信[5][6]
- スーパーサラリーマン左江内氏 第2話（2017年1月21日、日本テレビ）
- きみはペット（2017年2月6日 - 6月19日、フジテレビ） - 石田隆太 役 ※2017年2月5日よりフジテレビオンデマンドにて先行配信
- ガキ☆ロック〜浅草六区人情物語〜（2017年4月14日- Amazonオリジナル） - 金山雷太 役
- CDTV春スペシャル 卒業ソング音楽祭2017 ドラマパート「サヨナラの意味」（2017年3月30日、TBS） - 岡崎将太 役
- ラブホの上野さん season2（2017年10月12日 - 12月21日、フジテレビ） - 一条昇 役 ※2017年9月20日よりフジテレビオンデマンドにて先行配信
- 奥様は、取り扱い注意 第4話（2017年10月25日、日本テレビ） - 大塚秀人 役
- さくらの親子丼 第5話・第6話（2017年11月4日・11月11日、東海テレビ） - 松島剛志 役
- Re:Mind 第7話（2017年11月30日、テレビ東京） - 岡崎隼也 役
- 忘れてしまう前に想い出してほしい（2017年12月、RKB毎日放送・民間全民電子公司） - 今泉今日 役[7]
- 暇なJD・三田まゆ〜今夜、私と“優勝”しませんか〜（2017年12月27日、テレビ朝日） - 渋谷直樹 役[8]
- インベスターZ（2018年7月13日 - 9月29日、テレビ東京） - 神代圭介 役[9]
- 誘拐法廷〜セブンデイズ〜（2018年10月7日、テレビ朝日） - 赤池一樹 役[10]
- 今日から俺は!!（2018年10月14日 - 12月16日、日本テレビ） - 佐川直也 役[11]
  - 金曜ロードSHOW!「映画公開記念!!今日から俺は!!スペシャル」（2020年7月17日）[12]
- イノセンス 冤罪弁護士 第5話（2019年2月16日、日本テレビ） - 田代智樹 役[13]
- BACK STREET GIRLS -ゴクドルズ-（2019年2月18日 - 3月25日、毎日放送・2019年2月20日 - 3月27日、TBS） - 杉原和彦 役[14]
- トレース〜科捜研の男〜 第10話（2019年3月11日、フジテレビ） - 春日部芳彦 役
- 電影少女 -VIDEO GIRL MAI 2019-（2019年4月11日 - 6月27日、テレビ東京） - 柳智則 役[15]
- サイン -法医学者 柚木貴志の事件- 第2話（2019年7月18日、テレビ朝日） - 須賀原学 役
- Heaven? 〜ご苦楽レストラン〜 第5話（2019年8月6日、TBS） - 新藤柊二 役
- ボイス 110緊急指令室 最終話（2019年9月21日、日本テレビ） - 三沢一馬 役
- ひみつ×戦士 ファントミラージュ! 第27話（2019年10月6日、テレビ東京） - 配野達夫 役
- 100文字アイデアをドラマにした! 第3話（2020年1月20日、テレビ東京） - 清斗 役
- ケイジとケンジ〜所轄と地検の24時〜 第7話（2020年2月27日、テレビ朝日） - 宮前幸介 役[16]
- 特集ドラマ 56年目の失恋（2020年7月11日、NHK BSプレミアム） - 坂口清彦 役[17]
- 妖怪シェアハウス 第一怪（2020年8月1日、テレビ朝日） - 奥園健太郎 役[18]
- マリーミー!（2020年10月4日 - 12月6日、朝日放送テレビ・テレビ朝日系） - 山田航平 役[19]
- 相棒 season19 第11話（2021年1月1日、テレビ朝日） - 長谷部雄大 役
- だれかに話したくなる山本周五郎日替わりドラマ「はたし状」（2021年2月18日、NHK BSプレミアム） - 今泉第二 役[20]
- だれかに話したくなる山本周五郎日替わりドラマ「泥棒と若殿」（2021年2月19日、NHK BSプレミアム） - 伝九郎 役
- やっぱりおしい刑事 第3回（2021年3月21日、NHK BSプレミアム） - 白石悠吾 役
- 東野圭吾「さまよう刃」 第1話・第4話（2021年5月15日 - 、WOWOW） - 中井修 役
- IP〜サイバー捜査班 第7話（2021年8月26日、テレビ朝日） - 影森裕介 役
- だれかに話したくなる山本周五郎日替わりドラマ2
  - 「暗がりの乙松」（2022年2月4日、NHK BSプレミアム） - 三次 役
  - 「牡丹花譜 前編・後編」（2022年2月9日 - 2月10日、NHK BSプレミアム） - 綱村 役
- 月曜プレミア8 今野敏サスペンス 暁鐘 警視庁強行犯係・樋口顕（2022年4月4日、テレビ東京） - 牧田晋 役
- 科捜研の女 第21シリーズ 最終回（2022年4月7日、テレビ朝日） - 深野拓実 役
- 鎌倉殿の13人 第15回・第28回 - （2022年4月17日・7月24日、NHK） - 梶原景季 役
- クロステイル 〜探偵教室〜 第6話（2022年5月13日、東海テレビ・フジテレビ） - 乾剛 役
- しろめし修行僧 第10話（2022年6月10日、テレビ東京） - ジュウォン 役
- ブラック/クロウズ〜roppongi underground〜 前編（2022年6月28日、フジテレビ） - 小田 役
- 刑事7人 SEASON8 第7話（2022年8月24日、テレビ朝日） - 西野晃 役
- 自転車屋さんの高橋くん （2022年11月4日 - 、テレビ東京） - 清水将也 役[21]
- サブスク彼女 第1話（2023年5月8日、朝日放送テレビ） - カズキ 役[22]
- 結婚予定日（2023年8月4日 - 9月29日、毎日放送） - 吉良凌平 役[23]
- 蜜と毒（2024年1月11日 - 、BSテレビ東京） - 大塚圭介 役[24]
- 私をもらって 〜追憶編〜（2024年7月6日 - 8月31日、日本テレビ） - 萩原基弘 役[25]
  - 私をもらって 〜恋路編〜（2024年11月30日 - 2025年2月1日、日本テレビ）
- 相棒 season23 第6話（2024年11月27日、テレビ朝日） - 矢野 役[26]
- 相続探偵 第7話（2025年3月8日、日本テレビ） - 郷田妻鹿夫 役[27]
- 三笠のキングと、あと数人（2025年4月25日 - 5月30日、北海道放送） - 下部 役[28][29]
- 天久鷹央の推理カルテ 第6話（2025年5月27日、テレビ朝日） - 藤本一平 役
- 極道上司に愛されたら（2025年7月23日 - 、毎日放送・TBS） - 木場春華 役[30]
- 夜の道標 -ある容疑者を巡る記録-（2025年9月14日〈予定〉 - 、WOWOW）[31]

### 映画
- 冷たい部屋（2010年）
- 落ちていく放課後（2011年） - 高橋明 役
- ガチバンZ 代理戦争（2013年） - 主演・渋若剛毅 役 ※シリーズ19作目5代目番長
- サムライフ（2015年2月公開） - タカシ 役
- BAR神風〜誤魔化しドライブ〜（2015年4月公開） - 米田準 役
- やるっきゃ騎士（2015年5月公開） - 山田たかし 役
- みんな!エスパーだよ!（2015年9月4日公開） - 矢部直也 役
- 夏ノ日、君ノ声（2015年10月24日公開） - 金井潤也 役
- 人狼ゲーム クレイジーフォックス（2015年12月5日公開） - 多喜川陽介 役
- LIVE! LOVE! SING! - 生きて愛して歌うこと（2016年1月23日公開） - 佐藤勝 役 ※NHK特集ドラマ劇場版
- ライチ☆光クラブ（2016年2月13日公開） - ダフ 役
- 黒崎くんの言いなりになんてならない（2016年2月27日公開） - 中村大地 役
- オー・マイ・ゼット!（2016年11月5日公開） - 清野守 役
- 幸福のアリバイ〜picture〜 (2016年11月18日公開） - 日々沢睦月 役
- Girl recruits her God（2017年1月15日完成披露） - ケンジ 役[32]
- PARKS パークス（2017年4月22日公開） - 健太 役
- ゆずりは（2018年6月16日公開） - 高梨歩 役
- 銀魂2 掟は破るためにこそある（2018年8月17日公開） - 篠原進之進 役
- BACK STREET GIRLS -ゴクドルズ-（2019年2月8日公開） - 杉原和彦 役
- 今日から俺は!!劇場版（2020年7月17日公開） - 佐川直也 役[33]
- 失顔 - 主演・田中晃 役（春花とダブル主演）[34]
- 大阪闇金 （2021年4月10日公開） - 主演・杉村春生 役[35]
- 聖なる蝶 赤い部屋 （2021年4月16日公開）
- Bittersand（2021年6月25日公開） - 遠藤拓真 役
- 軍艦少年（2021年12月10日公開） - 小池仁 役
- 三日月とネコ（2024年5月24日公開）[36]
- STRANGERS（2024年11月2日公開）[37]
- アンダーニンジャ（2025年1月24日公開予定） - 野辺地 役[38]

### 舞台
- ミュージカル『テニスの王子様』2ndシーズン - 壇太一 役
  - 青学vs聖ルドルフ・山吹（2011年4月8日 - 5月15日、JCBホール ほか）
  - Dream Live 2011（2011年11月5日 - 13日、神戸ワールド記念ホール ほか）
  - コンサート SEIGAKU Farewell Party（2012年10月11日 - 10月14日、TOKYO DOME CITY HALL）ゲスト出演（本人として出演）
- abc★赤坂ボーイズキャバレー
  - 2回表 〜喝!&勝つ!〜（2011年8月24日 - 9月5日、赤坂ACTシアター） - 三田村航太 役
  - SpinOff 3回裏!〜自分に喝を入れて勝つ!〜（2012年9月12日 - 17日、シアターサンモール） - 航太 役
- ASSH第十六回本公演 「雷ケ丘に雪が降る」（2012年3月14日 - 18日、シアターグリーンBIG TREE THEATER） - 鳴神流河 役
- bambino, Pre!〜最終章〜（2012年）
- bambino, FINAL!〜最終章〜（2012年6月6日 - 23日、シアターサンモール ほか） - 航太 役
- 移動するプリズン（2013年10月29日 - 11月3日、千本桜ホール） - エル 役
- あたっくNo1（2015年8月19日 - 30日、CBGKシブゲキ!!） - 勝杜兵曹長 役
- ジーザス・クライスト・サムライスター 〜殿中でござる！〜（2016年2月24日 - 28日、全労済ホール スペース・ゼロ） - 小林平八郎 役[39]
- 恐るべき子供たち（2019年5月18日 - 6月2日、神奈川芸術劇場） - ポール 役
- パンドラの鐘（2021年4月14日 - 5月25日、東京芸術劇場 ほか） - 古代の未来の参謀 / イマイチ 役
- インヘリタンス-継承-（2024年2月11日 - 3月9日、東京芸術劇場 プレイハウス ほか）[40][41]
- 銭湯来人（2024年7月20日 - 28日、草月ホール） - 山田湯隆（若かりし） 役[42]

### CM
- SoftBank iPhone 5 SMILE「出会い」篇（2013年3月 - ）
- JT 「想いあう、ときのそばに。/ 母と息子」篇（2013年6月 - ）
- キュレーションマガジンアンテナ
  - 「Antennaのある週末」篇（2015年4月 - ）
  - 「パクチー」篇（2015年12月 - ）
- ロッテ 爽（2016年3月 - ）[43]
  - 「丘」篇
  - 「プール」篇
  - 「バス停」篇
- 江崎グリコ アーモンド効果
  - 「アーモンドミルク系男子 甘め」篇（2017年4月 - ）※webCM
  - 「アーモンドミルク系男子 クール」篇（2017年4月 - ）※webCM
- Pairs「マイペースに、マイペアーズ。」（2020年12月21日 - ）※webCM[44]

### 配信ドラマ
- ラヴコンシェル 第5週「カエルだって、アメンボだって」（2012年12月17日 - 21日、NOTTV） - 主演・真人 役
- 「わかれうた」（2017年6月7日、ネスレシアター） - 倉田浩太 役
- 雨が降ると君は優しい（2017年9月16日 - 、Huluオリジナルドラマ） - 河野流星 役
- カラオケDAM「胸キュン男子（シェアハウス篇）」（2020年6月2日、カラオケDAM） - 飛鳥 役[45]
- 「感情分の、セリフ。」〜かまわない。〜（2020年6月25日、YouTube）[46]
- SEIKO Webドラマ「The Watch Stand」（2020年11月10日、YouTube）[47]
- スイートリベンジ 第3話・第4話（2021年3月22日 - 、FOD） - ヒロシ 役 [48]
- 私が獣になった夜 第1話（2021年6月25日、ABEMA） - 直生 役
- ショート・プログラム エピソード5「交差点前」 - 杉山克明 役 （2022年3月4日、Amazon Prime Video）[49]
- AKB48の歌 第7話・第8話「ヘビーローテーション」（2022年7月2日・7月9日、ひかりTV） - 草壁夏郎 役
- お國 -オクニ-（2022年9月1日、NUMA） - 水谷鳴海 役 [50]
- 恋愛ドラマな恋がしたい in NEW YORK（シーズン10）（2022年11月13日 - 2023年1月29日、ABEMA SPECIALチャンネル）[51]
- 君と世界が終わる日に Season4（2023年3月19日 - 、Hulu）仁志ワタル 役[52]
- 恋するキッチンカー（2025年2月4日、ホクレン農業協同組合連合会・YouTube） - 北乃蓮 役[53]
- トクリュウ -闇バイトの罠-（2025年5月17日、BUMP） - 主演・正道 役[54]

### 雑誌
- JUNON
- nicola - メンズモデル

### PV・MV
- 山崎あおい「強くなる人」折り鶴アニメーション（2013年）
- 黒木渚「君が私をダメにする」（2015年）
- まるりとりゅうが「わけじゃない」（2019年）
- Novelbright「愛結び」（2021年）[55]

### その他テレビ
- NHK俳句「俳句さく咲く！」ミニドラマ「俳句王子への道」（2012年度、NHK Eテレ） - 伊集院 役
- マッチング・ラブ（2014年12月24日、TBS）
- 痛快TVスカッとジャパン（フジテレビ）
  - ショートドラマ「恋のエイプリルフール」（2016年4月25日） - 瀬川秀樹 役
  - ショートドラマ「ファストフード偏見パパ」（2016年9月26日） - 服部 役
  - ショートドラマ「新正義オバンゲリオン」(2017年11月27日） - ヒロ 役
  - ショートドラマ「3匹のおばさんスカッと」（2018年3月12日） - 田中宏 役
  - ショートドラマ「誰も信用できなくて…」（2019年10月28日） - 泉雅也 役
  - ショートドラマ「パーフェクト営業ウーマン」（2020年1月13日） - 神崎大輔 役
  - ショートドラマ「男を手玉に取る悪女の本性」（2020年6月1日） - 織田 役
- オトナヘノベル「オタクの恋のラビリンス」（2016年9月1日、NHK Eテレ） - 主演：片瀬貴之 役
- 丸の内小町「変化のきっかけ」（2018年4月15日、テレビ朝日）
- THE突破ファイル（日本テレビ）
  - 「突破救出」（2021年2月11日） - 飯田考 役
  - 「草薙のバイトシリーズ」（2021年11月25日） - 柾木 役
- 世界で一番怖い答え 第3回「リモート飲み会」（2021年9月12日、フジテレビ） - 涼太 役